# Seguros Bolivar Open Bogotá 2007
Il Seguros Bolivar Open Bogotá 2007 è stato un torneo di tennis facente parte della categoria ATP Challenger Series nell'ambito dell'ATP Challenger Series 2007. Il torneo si è giocato a Bogotà in Colombia dal 9 al 15 luglio 2007 su campi in terra rossa.

## Vincitori

### Singolare
Carlos Salamanca ha battuto in finale  Thomaz Bellucci con il punteggio di 4–6, 6–3, 6–2

### Doppio
Brian Dabul /  Santiago González hanno battuto in finale  Pablo González /  Leonardo Mayer con il punteggio di 6–2, 6–2